# SCMラグビー・ティミショアラ
スポルト・クルブ・ムニチパル・ラグビー・ティミショアラ（ルーマニア語: Sport Club Municipal Rugby Timişoara）は、ルーマニアのティミショアラを拠点とするラグビーユニオンクラブである。

## 概要
1949年創設。1972年にブカレスト以外のチームとして初めて国内リーグ優勝を果たした。近年のルーマニアにおいて最も成功を収めているラグビーチームの1つ。
歴史的にティミショアラ西部大学（Universitatea de Vest din Timişoara）との関係が深いことからウニヴェルシタテア・ティミショアラと呼ばれていた。2014年から2020年まではイングランド・プレミアシップのサラセンズとパートナー提携しておりティミショアラ・サラセンズと名乗っていた。2021年からSCMラグビー・ティミショアラ。
ルーマニアでは、首都ブカレストを拠点とするステアウア・ブクレシュティ、ディナモ・ブクレシュティ、グリヴィツァ・ブクレシュティが伝統的に3強として君臨してきたが、1995年にラグビーユニオンがプロ化されて以降は勢力図が変化してきており、近年は地方のSCMラグビー・ティミショアラやCSMシュティインツァ・バヤ・マーレが台頭している。2010年代には、この2チームで国内リーグのタイトルを独占した。
国内トップリーグであるリーガ・ナツィオナーラ・デ・ラグビーの優勝回数は6回。

## タイトル

### 国内タイトル
- リーガ・ナツィオナーラ・デ・ラグビー
  - 優勝 6回（1972, 2012, 2013, 2015, 2017, 2018）
- クパ・ロムニエイ
  - 優勝 5回（2011, 2014, 2015, 2016, 2021）

## 歴代所属選手
- バレンティン・カラフェテアヌ(Valentin Calafeteanu)
- フロリン・ブライク(Florin Vlaicu)
- アレクサンドル・ツァルシュ(Alexandru Ţăruş)
- オタル・トゥラシヴィリ(Otar Turashvili)
- エーゲン・カパタナ(Eugen Căpățînă)
- ダニエル・カルポ(Daniel Carpo)
- パウラ・キニキニラウ(Paula Kinikinilau)
- バレンティン・ポパルラン(Valentin Popârlan)
- ステリアン・ブルセア(Stelian Burcea)
- レムナル・マドリン(Lemnaru Mădălin)
- アンドレイ・ラドイ(Andrei Rădoi)
- ホラツィウ・プンジェア(Horațiu Pungea)
- アンドレイ・マフ(Andrei Mahu)
- マナサ・サウロ(Manasa Saulo)
- カタリン・フェルク(Cătălin Fercu)
- ダミアン・ストラティラ(Damian Strătilă)
- ヘンリー・セニロリ(Henry Seniloli)
- メサケ・ドンゲ(Mesake Doge)
- ミハイ・ラザール(Mihai Lazăr)